# جورامي أذن الفيل
جورامي أذن الفيل (الاسم العلمي:Osphronemus exodon ) (بالإنجليزية: Elephant ear gourami)‏ هي نوع من الأسماك يتبع جنس الجورامي من الفصيلة الجورامية.